# Caladenia uliginosa
Caladenia uliginosa är en orkidéart som beskrevs av Alexander Segger George. Caladenia uliginosa ingår i släktet Caladenia och familjen orkidéer.

## Underarter
Arten delas in i följande underarter:
- C. u. candicans
- C. u. patulens
- C. u. uliginosa